# Tony Rampino
Anthony J. Rampino (Ozone Park, 1939 – New Hartford, 20 dicembre 2010) è stato un mafioso statunitense della famiglia dei Gambino.
Soprannominato "Tony Roach" (Tony Scarafaggio), è stato coinvolto nel dirottamento di camion e traffico di droga.

## Biografia
Ha guadagnato il soprannome "Tony Roach" (Tony Scarafaggio) o semplicemente "Roach" a causa della sua vaga somiglianza fisica all'insetto, lo scarafaggio. Il nome ha assunto un doppio significato (può anche essere tradotto in "mozzicone di spinello") poco dopo che i Rampino hanno iniziato a fumare abbondanti quantità di marijuana. Era coinvolto nel traffico di droga. Rampino è diventato un amico stretto di John Gotti, Angelo Ruggiero, Nicholas Corozzo, Leonard DiMaria e Pavle Stanimirovic. La passione di Anthony era lo stickball e i furti efficaci. Era un uomo dall'aspetto cadaverico con delle mani smisurate e braccia lunghe che sembravano poter arrivare fino a sotto le ginocchia, e una strana faccia dall'aspetto gommoso. Gli piaceva contorcere la sua faccia in qualsiasi tipo di orribile smorfie di fronte a uno specchio, di fatto diversi anni di allenamento gli hanno permesso di modellare la sua faccia come quella del Fantasma dell'Opera. Ha fermamente creduto che quelle boccacce avrebbero spaventato qualsiasi nemico.
Rampino è stato afflitto da una grave dipendenza dall'eroina negli anni '60, fatto molto noto tra i criminali, ma ha perso il vizio della droga con successo nel 1979. Il suo precedente amico Sammy Gravano successivamente ha affermato: "Era tutto intorno a noi che le persone con John erano pesanti, pesanti nella droga; personalmente non credo che John l'abbia mai fatto lui stesso. Ma doveva sapere cosa stava succedendo. Voglio dire, c'è Genie (Gene Gotti), suo fratello, Angelo Ruggiero, con cui è cresciuto - gli altri ragazzi con lui - John Carneglia, Edward Lino Tony Roach (Anthony Rampino), che non solo aveva una reputazione per la droga ma era un ex drogato." Anthony e Wilfred Johnson hanno lavorato come capi degli esattori di prestiti di John Gotti per la banda.

## Arresto per droga
Il 28 giugno del 1987, è stato arrestato per aver venduto dell'eroina del valore di 30000 $ a un poliziotto sotto copertura ad Ozone Park, nel Queens. Rampino è stato condannato a 25 anni di reclusione nella prigione federale per vendita illegale di una sostanza controllata in primo grado, che ha causato una sentenza di 15 anni di prigione. La sua cauzione è stata stabilita a 150000 $

## Morte
Rampino è stato ricoverato al St. Luke's Hospital a New Hartford il 4 dicembre del 2010. Il colorito mafioso ha sofferto di disturbi respiratori e al cuore, secondo l'archiviazione della corte. Tony Rampino è morto 16 giorni dopo nello stesso ospedale.